# Hemerotrecha banksi
Hemerotrecha banksi es una especie de arácnido  del orden Solifugae de la familia Eremobatidae.

## Distribución geográfica
Se encuentra en Idaho y California en (Estados Unidos).